# Nagahama
Nagahama (長浜市?) è una città giapponese di 84 000 abitanti che appartiene alla prefettura di Shiga. Si affaccia sul lago Biwa a ovest, sul monte Ibuki a est e sul monte Nosaka a il Nord. Se viene conteggiata solo la superficie terrestre, è la più grande divisione amministrativa nella prefettura di Shiga, ma se viene inclusa anche l'area acquatica sul lago Biwa, sarà la seconda nella prefettura dopo la città di Takashima; la popolazione è seconda solo alla città di Otsu e la città di Kusatsu, la terza città più popolosa della prefettura di Shiga.
Poiché è vicino al Mar del Giappone, il clima in Giappone appartiene al lato del Mar del Giappone.L'area montuosa settentrionale è classificata come una zona di neve pesante in base al metodo speciale di spostamento per le contromisure della zona di neve pesante , e anche nella zona montuosa appartenente alla vecchia Yugo Town, designata come zona particolarmente nevosa. 
La principale area urbana situata nella parte meridionale dell'area era la città-castello del castello di Nagahama costruita da Toyotomi Hideyoshi.Durante il periodo degli Stati Combattenti, qui si sono svolte molte battaglie famose, tra cui la battaglia di Atsukawa, la battaglia del castello di Otani , e la battaglia del Monte. Anche i siti storici e il turismo sono diventati le principali industrie della città. 

## Attrazioni
- castello nagahama
- piazza kurokabe
- birreria stile
- vecchia stazione nagahama

## Amministrazione

### Gemellaggi
Nagahama è gemellata con le seguenti città:
- Augusta, Germania
- Verona, Italia[1]